# Затерянный мир (фильм, 1925)
«Затерянный мир» (англ. The Lost World, 1925) — немой художественный фильм по мотивам романа Артура Конана Дойла «Затерянный мир».

## Сюжет

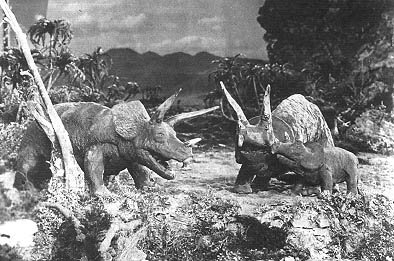
Кадр из фильма

Репортёр лондонской «Ежедневной Газеты» Эдвард Мэлоун получает задание написать репортаж о лекции, в ходе которой профессор Челленджер провозглашает, что готов доказать существование живых динозавров. Для этого ему нужны добровольцы для участия в экспедиции. Добровольцами становятся профессор Саммерли, сэр Джон Рокстон и Мэлоун. В экспедиции также принимает участие Пола Уайт, дочь погибшего путешественника Мепл-Уайта, дневниками которого руководствуется Челленджер.
Экспедиция, пройдя по маршруту Уайта, обнаруживает в бассейне Амазонки изолированное плато. Взобравшись на него, путешественники обнаруживают искомых динозавров. Кроме того, на плато живёт человеко-обезьяна, которая пытается убить путешественников. Пережив извержение вулкана, путешественники спускаются с плато и обнаруживают свалившегося сверху и завязшего в болоте бронтозавра.
Экспедиция возвращается в Лондон и профессор Челленджер делает доклад о результатах экспедиции. Как раз в это время бронтозавр, которого экспедиция привезла с собой, освобождается и проходит по улицам Лондона, служа живым доказательством правдивости слов профессора.

## В ролях
- Ллойд Хьюз — Эдвард Мэлоун
- Бесси Лав — Пола Уайт
- Уоллес Бири — профессор Челленджер
- Льюис Стоун — сэр Джон Рокстон
- Артур Хойт — профессор Саммерли
- Булл Монтана — человеко-обезьяна
- Алма Беннетт — Глэдис

## Факты
- Фильм во многом стал бенефисом специалиста по покадровой съёмке Уиллиса О’Брайена — созданные им динозавры заняли едва ли не большую часть экранного времени и стали главной причиной грандиозного успеха картины.
- При работе над фильмом О’Брайен совмещал в одном кадре покадрово снятые анимационные фигуры и «живых» актёров, но делалось это пока путём разделения экрана. Впоследствии сделанные на этом проекте наработки позволили О’Брайену довести свою технику почти до совершенства и эффективно совмещать в одном кадре человека и куклу, что было с блеском им использовано через несколько лет при съёмках «Кинг-Конга».
- Некоторые модели динозавров, использованные в фильме, впоследствии попали в знаменитую коллекцию любителя фантастики Форреста Дж. Аккермана. Модели не проходили никаких консервационных процедур, и со временем резина высохла и выкрошилась, оставив только металлический шарнирный остов.
- Хотя нынешнему требовательному зрителю спецэффекты О’Брайена не кажутся столь уж убедительными, для середины 1920-х годов они были беспрецедентны. Конан Дойл, которому экранизация чрезвычайно понравилась, показал отдельные фрагменты на одном из заседаний Общества американских иллюзионистов, умолчаниями и недомолвками убедив аудиторию, что это документальные съемки настоящих динозавров. На следующий день New York Times опубликовал репортаж, в котором было сказано, что «чудовища древнего мира (или нового мира), которые были показаны публике, невероятно правдоподобны. Если это и подделка, то превосходная».
- Модели динозавров были созданы на основе картин Чарльза Найта.
- Артур Конан Дойль сначала продал права английскому продюсеру, но после восьмилетних переговоров предпринимателю из Чикаго в 1922 году удалось перекупить право на экранизацию.
- Премьера фильма состоялась 2 февраля 1925 года; в широкий прокат он вышел 22 июня.
- «Затерянный мир» стал первым фильмом, показанным авиапассажирам — он демонстрировался в апреле 1925 года во время рейса Лондон-Париж компании Imperial Airways.
- Успех фильма едва не привел к его уничтожению: после появления звукового кино в 1929 году было решено сделать озвученную версию и продюсеры фильма договорились, что все немые копии фильма и иноязычные негативы будут собраны и уничтожены и оставлен только исходный негатив. До создания звуковой версии дело так и не дошло, но с уничтожением копий фильма компания First National Pictures справилась вполне успешно. Как и следовало ожидать, исходный негатив впоследствии тоже был утрачен. После этого долгое время фильм был известен только по нескольким случайно сохранившимся американским и иноязычным копиям, как правило, в значительно сокращенных вариантах монтажа. В 2016 году на основе всех найденных материалов была смонтирована версия, наиболее близкая к первоначальной.
- Сцена с оборачивающимся человеком-обезьяной неоднократно использовалась в качестве врезки в мультсериале Губка Боб.

## Отличия от книги
- В романе полностью отсутствует образ Полы Уайт, дочери Мепл-Уайта — американского первооткрывателя плато, которая примыкает к экспедиции Челленджера и принимает участие в поисках отца[2].
- Видимо для упрощения сюжета, вместо целого племени обезьяно-людей и их места обитания была показана лишь одна человеко-обезьяна, которая на протяжении всей экспедиции строит козни её участникам.
- Также, сюжет был упрощён полным отсутствием племени индейцев,  с которыми путешественники тесно взаимодействуют во второй половине повествования и в итоге объединяются в борьбе с обезьяно-людьми.
- В конце фильма, после возвращения героев в Лондон, в качестве доказательства существования динозавров Челленджер демонстрирует вместо пойманного им живого птеродактиля выжившего после падения с плато бронтозавра, который освобождается в порту и наводит беспорядки на улицах Лондона.